# Автомагістралі в Чехії

Новий дорожній знак з 1 січня 2016 року інформує водіїв про те, що вони їдуть по автомагістралі.

Дорожній знак номер автостради в Чехії

Автошляхами в Чехії управляє Державна дирекція доріг і автомагістралей Чеської Республіки – ŘSD ČR, заснована в 1997 році. Зараз (вересень 2022) ŘSD керує та обслуговує 1355 км автомагістралей (dálnice), швидкість яких становить 130 км/год або 80 миль/год (або 80 км/год або 50 миль/год у межах міста). Сучасна мережа національних автомагістралей має налічувати приблизно 2000 км до 2030 р.

## Вимоги до плати

Автомагістралі в Чехії:

Поточні плани щодо мережі автомагістралей у Чехії мають бути завершені до 2030 року

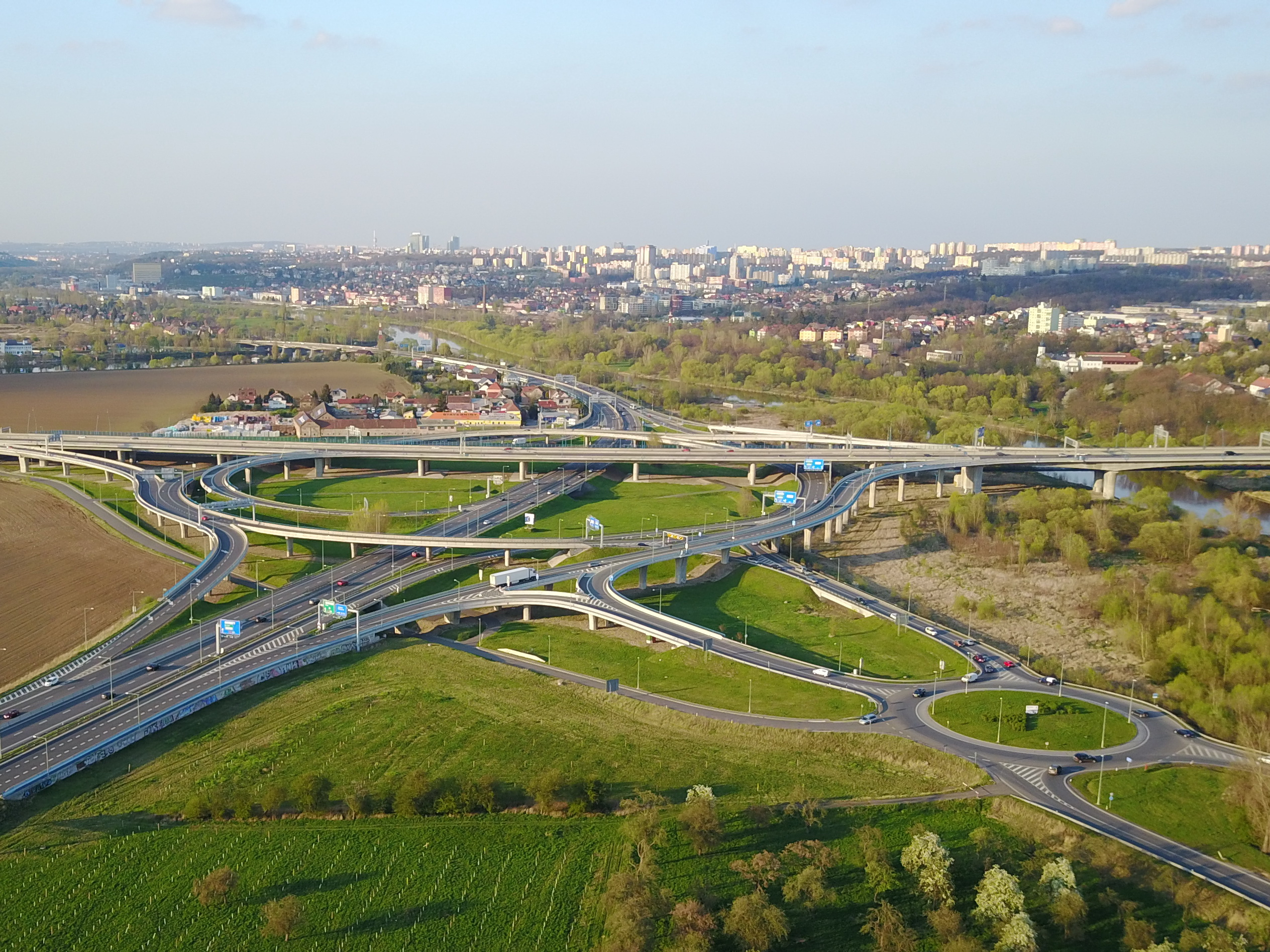
Найбільше чеське перехрестя в Лаховіце біля Праги, автострада D0

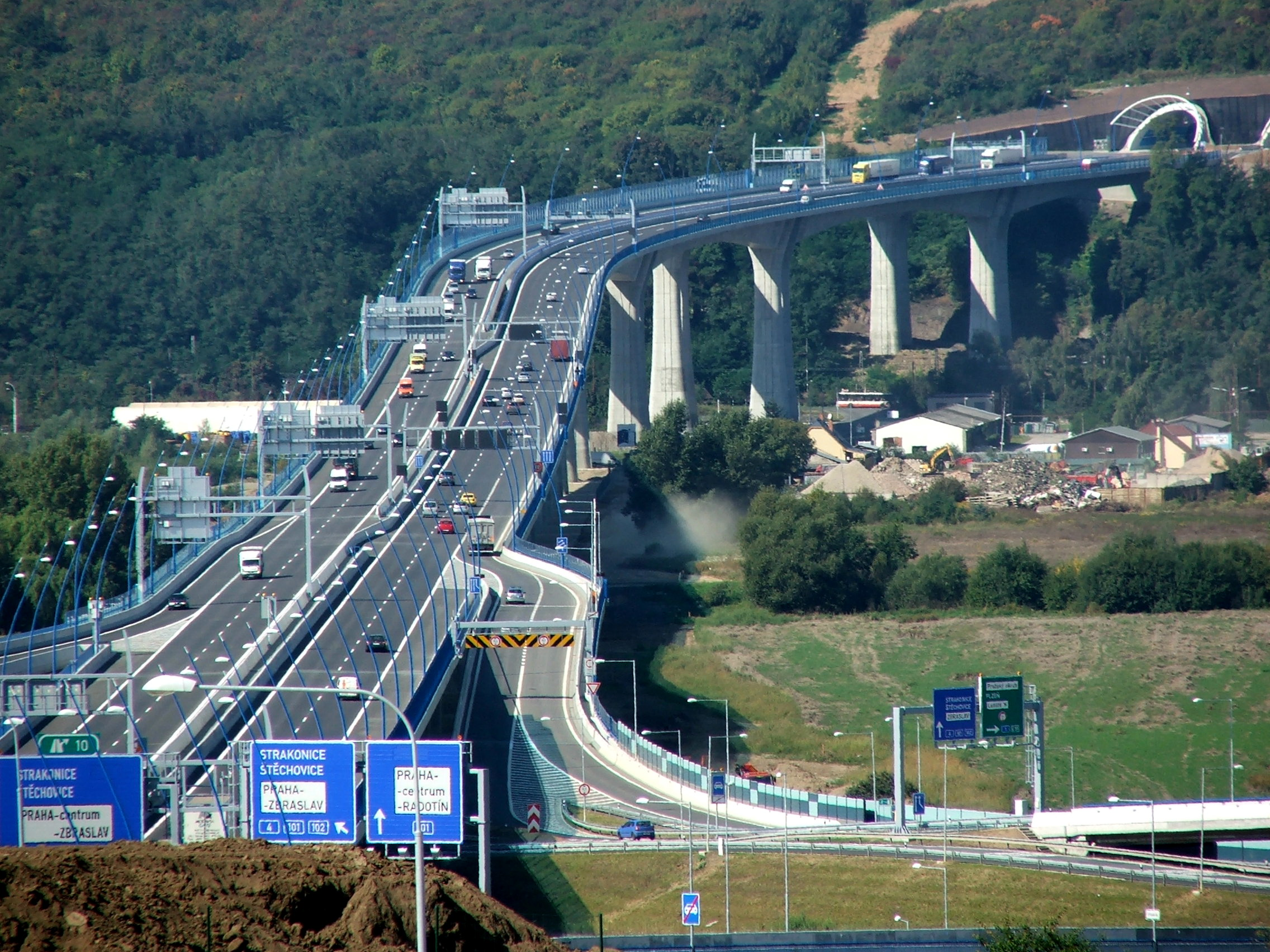
Найдовший чеський міст, Радотинський міст.

### Легкові автомобілі до 3,5 тонн
До 2021 року для автомобілів з максимально дозволеною масою до 3,5 тонни автомагістралі в Чехії (за деякими винятками, див. нижче) підлягали часовому збору (časový poplatek), який сплачувався при покупці платної віньєтки на лобовому склі. (dálniční známka або dálniční kupón) із терміном дії 10 днів (310 крон), 1 місяць (440 крон) або 1 рік (дійсний з 1 грудня 2017 р. до 31 січня 2019 р.) (1500 крон).
2021 року на заміну фізичним введені електронні віньєтки, які  можна оплатити онлайн або в окремих офіційних місцях продажу з терміном дії 1 день (200 крон), 10 днів (270 крон), 1 місяць (410 крон) або 365 днів (2300 крон). Ціна віньєток знижена вдвічі для автомобілів, що працюють на LPG/CNG або біометані — 100, 130, 200 і 1150 чеських крон відповідно. Для підзарядних гібридів вартість становить приблизно чверть ціни для автомобілів з двигуном ICE — 50, 60, 100 і 570 крон відповідно, електромобілі звільнені від оплати.

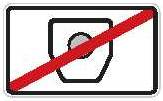
Дорожній знак, який вказує на те, що ділянки автомагістралі не підлягають віньєтці. ≤ 3,5 т (зазвичай розміщується під дорожнім знаком автостради)
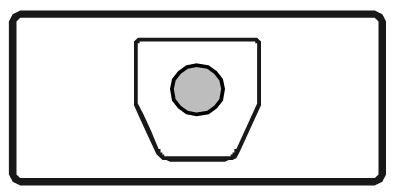
Дорожній знак, що вказує на початок дії віньєтки (платної таблички) для автомобілів ≤ 3,5 т (зазвичай розміщується під дорожнім знаком для автомагістралі після закінчення безплатної ділянки)

### Автомобілі понад 3,5 тонни
З 1 січня 2007 року на автомагістралях і деяких дорогах першого класу (silnice první třídy) запроваджено нову систему електронного збору за відстань для транспортних засобів вагою понад 12 тонн, загалом приблизно 200 км. З 1 січня 2010 року це також стосується транспортних засобів вагою понад 3,5 тонни. Триває громадське обговорення щодо запровадження електронного збору за проїзд усіма автомобілями та транспортними засобами.

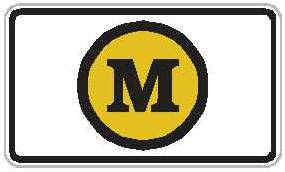
Дорожній знак, який інформує про початок сплати електронного збору за транспортні засоби масою більше 3,5 т
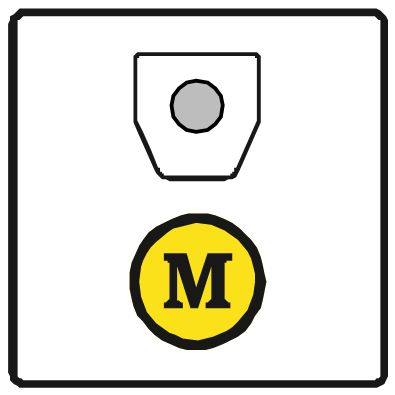
Дорожній знак, що інформує про початок віньєтки автомагістралі (платної таблички) та електронного збору
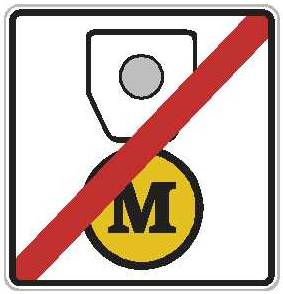
Дорожній знак, що інформує про ділянку автомагістралі, на яку не поширюється ні віньєтка (платна табличка), ні електронний збір.

## Автостради

Новий дорожній знак, який повідомляє водіям, що вони їдуть по silnice pro motorová vozidla

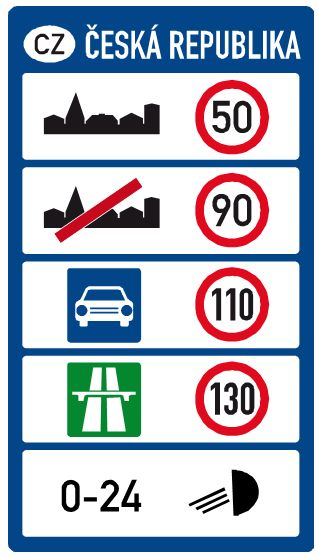
Прикордонний дорожній знак із загальним обмеженням швидкості в Чехії

Автомагістралі в Чехії, чеськ. dálnice (скороч. D), визначаються як двосмугові автомагістралі в кожному напрямку з аварійною смугою. Обмеження швидкості 130 км/год або 80 миль/год Їхні щити на шосе біле на червоному, а дорожні знаки – біле на зеленому. Станом на 1 січня 2016 року чеська мережа автодоріг складається з 18 автомагістралей. На сьогоднішній день 17 із них принаймні частково діють, але лише 5 (D2, D5, D8, D10, D46 і D56) завершено, ще один (D1) близький до завершення, D1 до кінця 2024 року за зовнішнім джерелом у жовтні 2022 р.

## Дороги для легкових автомобілів
Категорія автомобільних доріг (Silnice pro motorová vozidla) була змінена 31 грудня 2015 року. Більшість автомобільних доріг були віднесені до повноцінних автомагістралей, а деякі ділянки залишилися в тій же категорії. Обмеження швидкості на більшості існуючих доріг для легкових автомобілів було знижено до 110 км/год.
Починаючи з 2016 року, на автошляхах не стягується плата за проїзд транспортних засобів загальною масою до 3,5 т. Знаки на дорогах для легкових автомобілів складаються з білого тексту на синьому фоні, як на інших звичайних дорогах і на відміну від автомагістралей, де фон зелений. Виїзди, як і на автострадах, зазвичай пронумеровані.